# Giulio Calvi (vescovo)
Giulio Calvi (Alvito, 1554 – Sora, 1608) è stato un teologo e vescovo cattolico italiano.

## Biografia
Oratore sacro, maestro di divinità in numerosi seminari, e in particolare in quello di Frascati, dove ebbe l'incarico di arciprete parroco, nel 1608, con la nomina vescovile, fu messo da Paolo V a capo della diocesi di Sora. Resse l'ufficio per poco più di 7 mesi, sopraffatto dalla morte.
Il suo nome è legato, in particolare, alla stesura della Synaxis curae animarum, redatta sulla base della dottrina di San Tommaso, che, pubblicata a Roma nel 1600 e dedicata al cardinal Baronio, fu più volte ristampata, ed ebbe una certa notorietà nell'ambito della teologia.

## Genealogia episcopale
La genealogia episcopale è:
- Arcivescovo Filippo Archinto
- Papa Pio IV
- Cardinale Giovanni Antonio Serbelloni
- Cardinale Giovanni Battista Castrucci
- Cardinale Antonio Maria Gallo
- Vescovo Giulio Calvi